# Otto Lummer
Otto Richard Lummer (Gera, 17 de juliol de 1860 - Breslau, 5 de juliol de 1925) va ser un físic alemany, conegut principalment pels seus treballs en òptica i radiació, principalment, sobre el cos negre. Va ser professor a la Universitat de Bratislava i investigador a Berlín, on va arribar a ser director de l'Institut Imperial de Física i Tecnologia. El seu treball va assentar els fonaments empírics sobre els quals Max Planck va poder formular la constant i les seves teories quàntiques.

## Biografia

### Origen i formació
Otto Lummer va ser el menor dels sis fills del matrimoni format pel forner Carl Gottfried Lummer (1822–1891) i Minna Agnes Ortlepp (1831–1920). Va néixer a Gera, a la casa de la família, llavors situada a Schloßstraße num. 14/15 (amb la numeració actual, el lloc correspon a la Schloßstraße num. 6), on també es trobava la fleca del seu pare. Els avantpassats de Lummer en la línia paterna eren, des de ja diverses generacions, forners i rebosters amb establiments a Gera i a Untermhaus. La família de la seva mare tampoc era d'acadèmics o intel·lectuals, sinó d'una extracció social modesta, de fusters d'ofici i mestresses de casa. Va assistir a l'escola a Nicolaiberg, una Realschule de primer ordre que, a partir de 1883, va passar a ser el Realgymnasium de Gera (actualment es troba allà el Goethe-Gymnasium/Rutheneum, Haus I), on va aprovar el 16 de març de 1880 l'examen oral de l'Abitur amb un rendiment excel·lent.

### Treball com a físic
Va estudiar Matemàtiques i Física a la Universitat de Tubinga i a la Universitat Humboldt de Berlín. El 1884 va iniciar el seu treball de doctorat sota la tutoria de Hermann von Helmholtz i treballant com el seu assistent a Berlín. Allí va continuar exercint a la Physikalisch-Technische Reichsanstalt (l'antecessora de la Physikalisch-Technische Bundesanstalt), on el 1894 va obtenir a més l'habilitació com Privatdozent i finalment va arribar a ser director de l'institut. A partir de 1904 va exercir com a professor a Breslau.
Otto Lummer va ser el primer a descriure els fenòmens d'interferència en plaques de vidre en plans paral·lels. Aquestes observacions les va publicar en la seva tesi doctoral. Encara que els fenòmens d'interferència pròpiament dits ja els havia descobert el 1849 el geòleg mineralogista austríac Wilhelm von Haidinger i havien estat descrits en 1874 pel físic francès Eleuthère Mascart, ningú havia tornat a parlar d'ells fins que Lummer va reprendre el tema demostrant-ho en les plaques de vidre esmentades. A causa que va anar justament Lummer qui amb els seus experiments va revelar la importància d'aquests fenòmens, per algun temps es van dir «anells de Lummer», encara que finalment es va imposar la denominació que avui és més comuna: «anells de Haidinger». El fet que l'aparició d'aquests anells ocorregués en el cas d'interferències d'ordre superior, el va portar a la idea que era possible desenvolupar, a partir de la placa de plans paral·lels, un espectroscopi d'altíssima resolució (tal que presentés avantatges comparatius respecte de l'interferòmetre que havien desenvolupat Fabry i Perot). Al començament del nou segle (el 1902), aquest desenvolupament el va portar a construir un espectroscopi d'interferència que va dissenyar en un treball conjunt amb Ernst Gehrcke que es coneix amb el nom de tots dos físics. Més endavant, sempre en l'ampli camp de l'òptica, va dissenyar en conjunt amb Eugen Brodhun (1860–1938) una galleda fotomètrica, avui conegut amb els seus noms: «galleda de Lummer-Brodhum».
En conjunt amb Ernst Pringsheim (1859–1917) va realitzar la recerca bàsica sobre la distribució de l'energia en l'espectre d'un cos negre que van conduir a Max Planck a formular la seva hipòtesi quàntica.
Lummer, en col·laboració amb Wilhelm Wien, és autor del disseny del primer cos negre, consistent en una esfera buida ennegrida amb una petita obertura. Wien va demostrar en 1894 que si es coneixia per a una temperatura la distribució espectral, era possible deduir-la per a qualsevol altra i va definir un funció que després es coneixeria com a llei de desplaçament de Wien. Encara que semblava correcta i universal, i en general coherent amb l'experimentació, la forma de la funció i l'explicació eren desconegudes. En 1899, Max Planck va poder derivar la llei de Wien, però contràriament al que s'esperava, els experiments assenyalaven que la llei no era completament correcta. La major part dels experiments rellevants en aquest tema es van realitzar a Berlín, a l'Institut Imperial de Física i Tecnologia (Physikalisch-Technische Reichsanstalt). En aquest mateix any crucial per al desenvolupament de la quàntica, Lummer i Prigsheim van poder demostrar que la llei de Wien fallava en les altes longituds d'ona.
Lummer va desenvolupar a més un llum de vapor de mercuri per produir llum monocromàtica i el 1902 va construir un espectroscopi d'alta resolució.

## Reconeixements

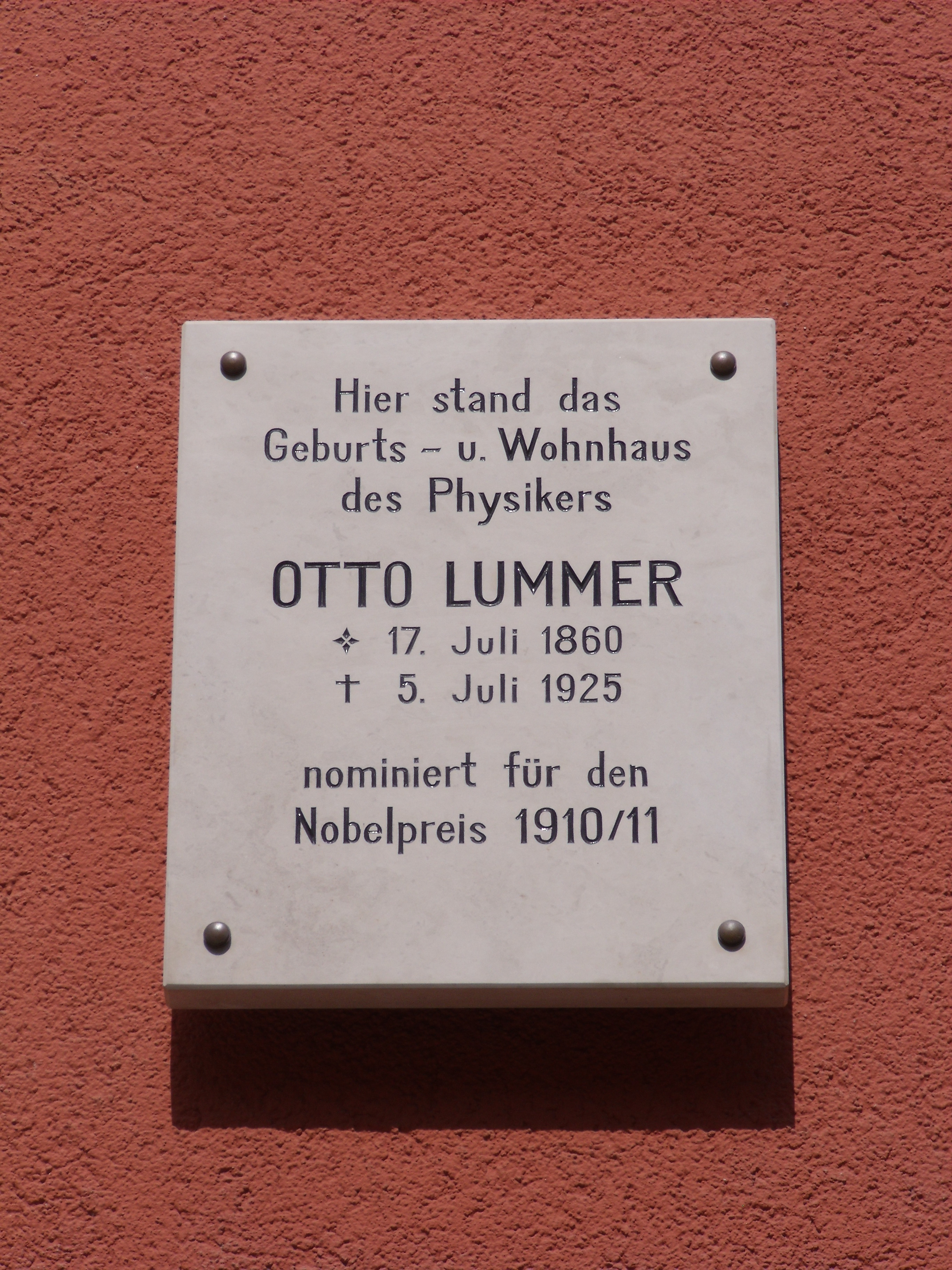
Placa commemorativa al lloc de Gera on es trobava la casa on va néixer i va viure Otto Lummer, Schloßstraße num. 6

La màscara mortuòria de Lummer s'exhibia a finals dels anys 1920 al museu de la ciutat de Gera. Es desconeix el seu parador; probablement es va perdre durant el bombardeig aeri de Gera en la Segona Guerra Mundial. El 3 d'agost de 1988 i durant la construcció de la nova zona urbana de Bieblach-Est, la ciutat de Gera va posar a un carrer el nom d'aquest conegut físic. A causa d'un error, no obstant, el carrer es va anomenar primerament Otto-Cummer-Straße; en el context d'un procés de reanomenament de nombrosos carrers de Gera després de la reunificació alemanya (Gera es trobava a la República Democràtica Alemanya) es va esmenar l'error l'1 de març de 1991.
Un dia abans del 150è aniversari del naixement de Lummer el 2010, l'aleshores alcalde de Gera, Norbert Vornehm va inaugurar la placa commemorativa al lloc on es trobava la casa natal i de residència del físic. Des de 2008 un tramvia local de Gera porta també el seu nom.
Els altres dos físics que van treballar en temes relacionats, Wilhelm Wien i Max Planck, van obtenir el Premi Nobel, el 1911 i 1918 respectivament. Otto Lummer no va arribar a rebre el guardó, però va ser nominat en dues oportunitats per Emil Warburg, qui va proposar el 1910 i el 1911 que es compartís el premi entre Lummer, Wien i Planck.

## Publicacions
- Lummer, O. «Über eine neue Interferenzerscheinung an planparallelen Glasplatten und eine Methode, die Planparallelität solcher Gläser zu prüfen». Annalen der Physik und Chemie, 23, 1884, pàg. 49-84.
- Lummer, O.; Brodhun, E. «Photometrische Untersuchungen». Zeitschrift für Instrumentenkunde, 9, 1889, pàg. 41-50.
- Lummer, O.; Brodhun, E. «Photometrische Untersuchungen». Zeitschrift für Instrumentenkunde, 10, 1890, pàg. 461-485.
- Lummer, O.; Brodhun, E. «Photometrische Untersuchungen». Zeitschrift für Instrumentenkunde, 12, 1892, pàg. 41-50.
- Lummer, O. «Über die Herstellung eines Flächenbolometers». Zeitschrift für Instrumentenkunde, 12, 1892, pàg. 81-89.
- Lummer, O. «Über die Strahlung des absolut schwarzen Körpers und seine Verwirklichung». Naturwissenschaftliche Rundschau, 11, 1896, pàg. 65-68, 81-83, 93-95.
- Lummer, O.; Pringsheim, E. «Die Verteilung der Energie im Spectrum des schwarzen Körpers». Verhandlungen der Deutschen Physikalischen Gesellschaft, 1, 1889, pàg. 23-41.
- Lummer, O. «Die Lehre von der strahlenden Energie (Optik) II». A: Lehrbuch der Physik und Meteorologie. 3, 1909.
- Lummer, O. Grundlagen, Ziele und Grenzen der Leuchttechnik. (hay una reimpresión de VDM Verlag Dr. Müller, Saarbrücken, 2007). ISBN 978-3-8364-2329-8.